# Ella baila sola (álbum)
Ella baila sola es el primer álbum de estudio del dúo Ella Baila Sola, editado en España por Hispavox e Hispanoamérica el 20 de septiembre de 1996 por EMI-Odeon.
El álbum fue producido por Gonzalo Benavides, que generó con este disco un estilo de rock y pop y la popularidad del dúo

## Personal
- Ian Cooper - Mastering
- Jorge García - Batería
- Gonzalo Benavides - Realización
- Joaquín Torres - Bajo, Guitarra, Tamborín, Bajo Sexto, Cencerro, Pandereta, Concheros, Mezcla
- Álvaro Corsanego - Ingeniero de Grabación
- Paco Rubio - Contraportada
- Ángel Luis Samos - Piano, Arreglos, Teclados
- Marisha Boekstaaf - Fotografías
- José Climent - Violín
- Sergio Acero de Mesa - Fotografías
- Luis Guillermo Duque - Edición, Diseño Gráfico
- Jose "Pepe" Vera - Bajo
- Alfonso Perez - Órgano, Piano
- Lulo Pérez - Trompeta
- Alfonso Samos - Guitarra, Arreglos
- Moisés Porro - Percusión

## Lista de canciones
Todas las canciones escritas y compuestas por Marta Botía y Marilia A. Casares
1. Mejor sin ti. Marilia A. Casares 03:01
2. Lo echamos a suertes. Marta Botía A. 04:00
3. Amores de barra. Marta Botía / Marilia A. Casares 03:11
4. Victoria. Marilia A. Casares 04:28
5. Cuando los sapos bailen flamenco. Marilia A. Casares 03:13
6. Que se te escapa el negro. Letra: Cristian Casares. Música: Marta / Marilia 03:09
7. No lo vuelvas a hacer. Marta Botía A. 03:27
8. Besos de hielo. Marta Botía A. 03:10
9. Muere el silencio. Letra: Marta / Marilia. Música: Marta Botía A. 02:19
10. Entra. Marilia A. Casares 02:59
11. Disimulando. Marilia A. Casares 01:14
12. Mujer florero. Marilia A. Casares 04:33
13. Por ti. Marta Botía A. 02:50

© MCMXCVI. EMI Odeon (Madrid, España) S.A. DE C.V.

## Sencillos
- 1996: «Lo echamos a suertes» (Con Videoclip)
- 1996: «Amores de Barra» (Con Videoclip)
- 1996: «Cuando los sapos bailen flamenco» (Con Videoclip)
- 1997: «Por ti» (Con Videoclip)

- Datos: Q5829732